# Bärfrekvenstelefoni
Bärfrekvenstelefoni, även bärvågs- eller högfrekvenstelefoni, är ett multiplexsystem (frekvensmultiplex) för överföring av flera samtidiga telefonsamtal på en och samma dubbelledning. Förutom överföring av det vanliga, fysikala, telefonsamtalet använder man ledningen för att överföra de övriga samtalen med hjälp av olika, högre frekvenser.
Tekniken användes under 1900-talet i det publika fasta telefonnätet för att bättre kunna utnyttja telefonledningarna, speciellt de dyrare långdistanskablarna.
De första försöken gjordes under första årtiondet av 1900, men användbara system fanns inte förrän under 1920-talet då elektronrör började användas i konstruktionerna.
Särskilda kablar för högfrekvenstelefoni - koaxialkablar -  har konstruerats, vilka möjliggör framförandet av ända upp till omkring 1000 samtidiga förbindelser på samma ledning.

## Principen för bärfrekvenstelefoni

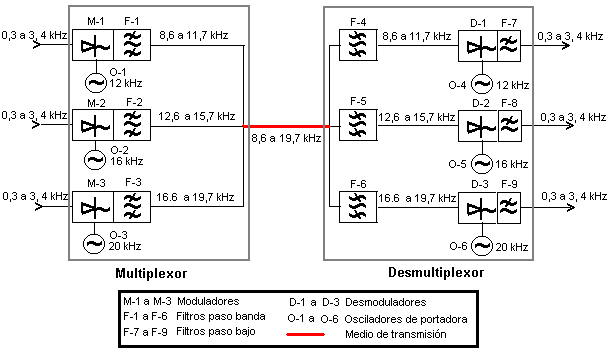
Principen för bärfrekvenstelefoni.

Om man på en bärvåg med frekvensen 12 kHz modulerar en talsignal som innehåller frekvenser upp till 4kHz får den modulerade signalen ett frekvensomfång från 8 kHz till 16 Khz. Moduleras en annan talsignal på en bärvåg med frekvensen 24 kHz erhålles en signal i bandet 20-28 kHz. Dessa båda signaler kan överföras samtidigt på samma medium utan att de interfererar med varandra. Med bandpassfilter kan de önskade signalerna särskiljas. Med utnyttjande av fler bärvågor med högre frekvenser kan ytterligare telefonsamtal överföras på samma sätt.